# Trnava (Osijek-Baranja)
Trnava est un village et une municipalité située dans le comitat d'Osijek-Baranja, en Croatie. Au recensement de 2001, la municipalité comptait 1 900 habitants, dont 87,89 % de Croates et 9,47 % de Serbes ; le village seul comptait 703 habitants.

## Localités
La municipalité de Trnava compte 6 localités :
- Dragotin
- Hrkanovci Đakovački
- Kondrić
- Lapovci
- Svetoblažje
- Trnava